# Oligia scriptonigra
Oligia scriptonigra là một loài bướm đêm trong họ Noctuidae.